# Karl Peter Berg

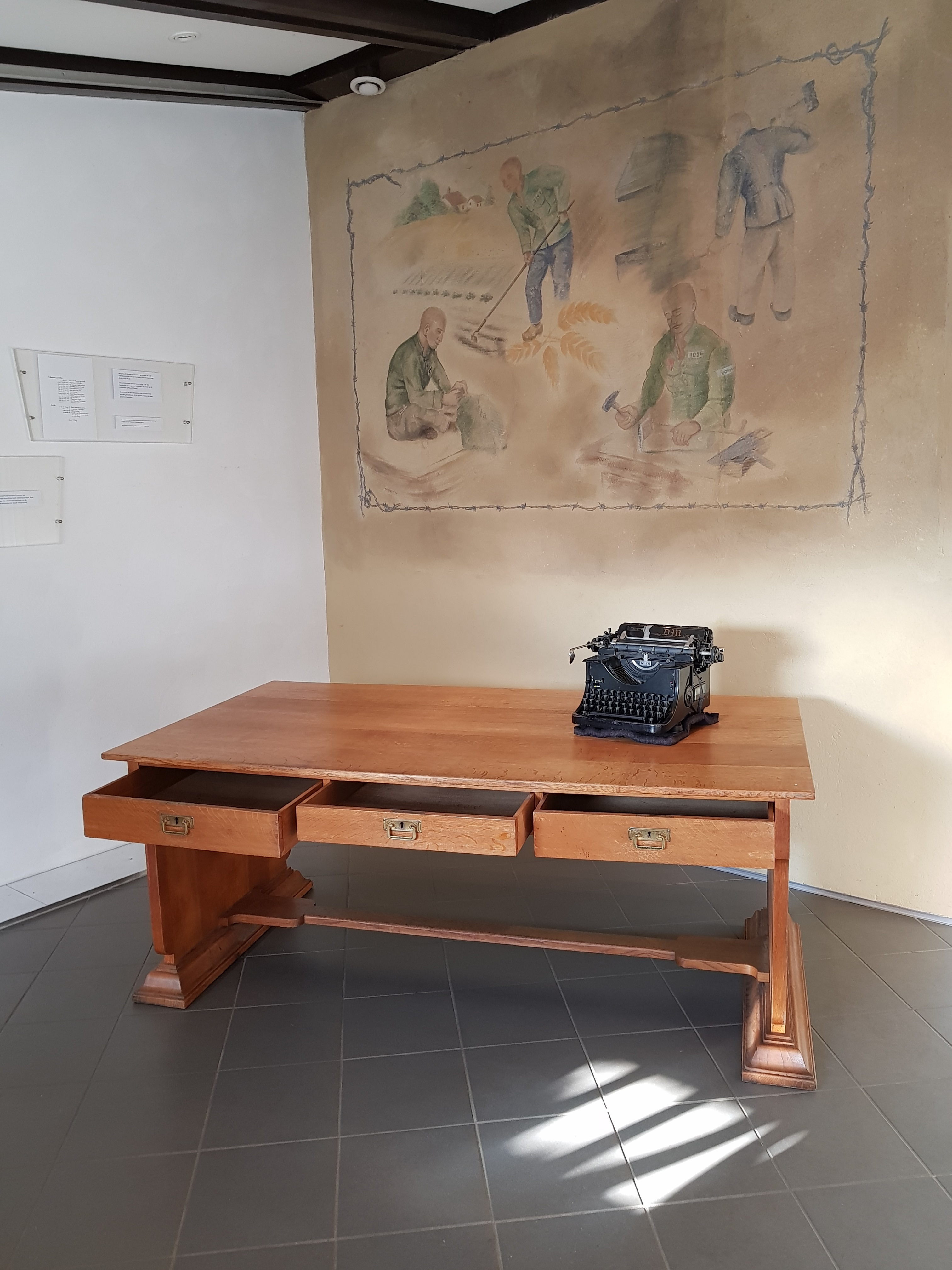
Het bureau van kampcommandant Karl Peter Berg (1907-1949) in het voormalige concentratiekamp Kamp Amersfoort.

Karl Peter Berg (Bad Honnef, 18 april 1907 – Weesperkarspel, 22 november 1949) was een Duitse kampcommandant, die na de Tweede Wereldoorlog de doodstraf kreeg vanwege oorlogsmisdaden die hij had begaan tijdens de Duitse bezetting van Nederland.
Tijdens de Tweede Wereldoorlog was hij lid van de SS, de militaire tak van de Duitse nazipartij, met de rang van SS-Hauptscharführer. Vanaf juni 1941 tot de opheffing in oktober 1941 was hij commandant van concentratiekamp Kamp Schoorl.
Later kwam Berg naar Kamp Amersfoort en werd daar Schutzhaftlagerführer II (tweede adjunct-commandant) onder SS-Obersturmführer Walter Heinrich. Vanwege ziekte van Heinrich werd hij al snel aangesteld als Stellvertretener Schutzhaftlagerführer (plaatsvervangend commandant) en in 1943 volgde hij Heinrich op als Lagerkommandant. Berg liet zich in Schoorl zelden in met wreedheden, maar in Amersfoort mishandelde hij veelvuldig zelf gevangenen. De niet minder beruchte SS-Unter-Schutzhaftlagerführer Joseph Kotalla trad op als zijn de facto plaatsvervangend commandant. Berg was betrokken bij de executie van 77 Sovjet-krijgsgevangenen en circa 200 overige gevangenen. Onder zijn leiding waren de leefomstandigheden van de gevangenen zeer slecht, zowel door de mishandelingen als door de veel te kleine voedselrantsoenen.
Berg vluchtte op 20 april 1945 naar Scheveningen, maar werd opgepakt. Hij werd in 1949 in hoger beroep ter dood veroordeeld; een gratieverzoek werd afgewezen. Bij zijn terechtstelling in 1949 was hijzelf de eerste die – onverwachts – het commando ‘vuur’ riep tegen het executiepeloton in Fort Bijlmer in Weesperkarspel.
Berg werd begraven in een anoniem graf op De Nieuwe Noorder begraafplaats in Amsterdam. Zijn uniformlaarzen alsmede het originele bureau van de kampcommandant worden sinds 2018 tentoongesteld in het Nationaal Monument Kamp Amersfoort.